# Reino de Galicia
El reino de Galicia fue una entidad política surgida en la Edad Media como monarquía durante un breve tiempo, dependiente del reino de León (cabeza de la corona), posteriormente de la corona de Castilla y finalmente de España, entidad que ha servido de base para la configuración contemporánea de la región de Galicia, precedente histórico de la actual comunidad autónoma de Galicia.[cita requerida]
Los antecedentes de la constitución del reino de Galicia se remontan al siglo X, al situar Alfonso III de Asturias a sus hijos al frente del gobierno de varios territorios de su dominio: su primogénito García I recibió los territorios al sur de la cordillera Cantábrica, León; Fruela II recibió Asturias y Ordoño II obtuvo Galicia, fijando su capital en Braga. Al final de su reinado, los tres hermanos se levantaron en armas contra su padre, despojándolo de todo poder, aunque no del título real, y a su muerte en 910 fue sucedido en el trono leonés por García, que conservó una posición de supremacía sobre sus hermanos reyes. García falleció en 914, dejando a Ordoño el trono leonés, acabando así con el primer reino de Galicia. No obstante, no hay unanimidad para con las afirmaciones de que fue ya en esta época cuando quedó constituido como reino dentro de la Corona de León, ni tampoco con los periodos de gobierno de Sancho, del 926 al 929, y Bermudo, del 982 al 984.
En cualquier caso, es por un nuevo reparto del reino de León, a la muerte de Fernando I en 1065, como García, su hijo menor, fue proclamado Rey de Galicia en dos periodos: de 1065 a 1071, año en que fue depuesto por Sancho de Castilla, y de 1072 a 1073, hasta que fue depuesto y encarcelado por Alfonso VI de León, que asumió la corona como rey de Galicia.
A la muerte del rey prisionero García de Galicia, en 1090, el reino de Galicia es dividido administrativamente en dos condados, tomando como referencia el río Miño, para establecer el condado de Galicia en el norte y  el condado de Portugal en el sur (que luego sería el germen de la constitución en 1139 del reino independiente de Portugal a partir de Alfonso Enríquez).
El rey Alfonso VI de León gobernó el reino de Galicia hasta su muerte en 1109, por lo que fue efectivamente el último rey de Galicia, cuyo territorio a la muerte de Alfonso VI se reincorporó al reino de León; este a su vez, en 1230, con Fernando III de Castilla, fue definitivamente integrado junto con el reino de Castilla, en la Corona castellana.
La denominación de reino de Galicia fue conservada durante el Antiguo Régimen, hasta ser sustituida oficialmente con la reforma administrativa española de 1833, aunque siguió siendo empleada con fines honoríficos y protocolarios. Algunos sectores políticos han propuesto su recuperación como denominación oficial de la comunidad autónoma.
También se emplea esta denominación para designar, dentro de su contexto, al reino que se configuró bajo la autoridad de los suevos entre los siglos V y VI, en parte de los territorios que pertenecieron a las provincias romanas de Gallaecia, y del norte de la Lusitania, y cuya historia forma parte de algunas de las reivindicaciones historiográficas del galleguismo y corrientes próximas.

## Precedente: el espacio galaico en elsigloVIII
Tras la conquista musulmana de la península ibérica en el 711 y la disolución del reino hispanovisigodo, el extremo noroccidental de la península conocido como Gallaecia constituido como espacio fronterizo, fue escenario durante la segunda mitad del siglo VIII de la expansión del reino de Asturias en oposición al dominio de los Omeyas. Diversos usos y tradiciones visigodas de la administración fueron recuperadas e incorporadas por el rey Alfonso II el Casto en la corte de Oviedo, entre ellas, la de los Comites o condes.
El título de conde, del latín comes -itis, era una de las dignidades características por las que se reconocían a algunos miembros destacados de la nobleza hispano-visigoda pero también a algunos gobernadores de villas o territorios.
Los Comites Palatii eran aquellos que formaban parte de la corte o palacio y estaban encargados de aspectos específicos de la administración, mientras que fuera de la corte, los Comites gobernadores eran designados directamente por el rey respondiendo de la administración y defensa de las provincias o ciudades fronterizas, en particular aquellas que podían estar expuestas a la hostilidad enemiga. La administración propia de las ciudades hispano-visigodas se basaba en un modelo de división con fines militares y civiles, heredado de la diferenciación entre población y leyes romanas y germanas, donde el Comes Civitati era un funcionario militar y el Iudex, que hacía labores de juez civil aunque subordinado al Comes. Por su parte, desde el edicto De tributis relaxatis del año 698, la figura hispano-visigoda del Dux, evolución de los antiguos rectores provinciae romanos, se correspondería con la de un funcionario fiscal.
Con la expansión asturiana en tiempos de Alfonso I de Asturias que le llevó a ocupar las ciudades de León y Astorga, el territorio de Galicia quedó desde el 760 bajo la autoridad de los monarcas de Asturias quienes más adelante elevarían el gobierno del territorio al frente de un comite, según la serie recopilada en 1795 por el historiador ilustrado Juan Francisco Masdeu, en su obra Historia crítica de España, y de la Cultura Española. Masdeu se basó en el Chronicon Albeldense y otras fuentes, para señalar la serie de Condes de Galicia desde el siglo IX hasta el siglo XII.
El primer conde según la obra de Masdeu, es el caballero conde Don Pedro, citado por la Albeldense en su breve crónica del reinado de Ordoño I de Asturias, haciendo frente a un ataque normando, episodio que Masdeu sitúa en el año 859. Don Pedro es sucedido por Fruela Bermúdez, según Masdeu, o Froilán, según la crónica, Gallicie comite. Este conde lideró una revuelta contra el rey Alfonso, pero falleció en la primavera de 876. 
Hacia el 885, la titularidad del condado, que había pasado a la dinastía real de Alfonso III el Grande, recayó en su hijo Ordoño, asistido por un consejo hasta alcanzar la edad suficiente para el gobierno de Galicia que llegaría a mantener a la largo de su vida. Más tarde, como resultado de la crisis política establecida en la etapa final del reinado de Alfonso, Ordoño sería declarado soberano de Galicia, aprovechando este apoyo más adelante, para acceder al trono del reino de León.

## Origen: la triarquía del reino de Alfonso III
Hacia el 910, en la etapa final de sus 42 años de reinado, Alfonso III el Grande tuvo que afrontar la situación de crisis provocada por las presiones de sus hijos García, Fruela y Ordoño sobre la cuestión sucesoria y ante el temor de ver sus rivalidades degenerar en mayor violencia o incluso de un enfrentamiento directo con García, quien había levantado un ejército, resolvió dividir el reino entre ellos, asignándoles respectivamente León, Asturias y Galicia.
En la situación de triarquía resultante, al declararse soberanos cada uno de cada territorio, García, el mayor de los hermanos, apoyado posiblemente por el conde de Castilla, logró además tras una demostración de fuerza, recibir el título de Princeps Regnum Legiones Regente y considerado desde entonces fundador de la dinastía leonesa según el cómputo establecido en la dotación de Arlanza del conde Fernán González de 912.
Alfonso abandonó el poder, retirándose a Asturias, luego hacia Santiago de Compostela y finalmente, hacia Zamora, donde contaba con el apoyo del obispo de Astorga, tras haber liderado una campaña militar contra los musulmanes, falleciendo en el 912.
La hostilidad entre los hermanos García y Ordoño quedó patente con la ocupación de los pasos del Bierzo y del Cebrero, que llevaron al aislamiento de Galicia de la meseta durante todo el reinado de García, mientras que cada hermano promovía cambios legislativos independientes en cada reino.
Ordoño fue proclamado Rey de Asturias y de León el 19 de enero de 914, y decidiendo el desplazar su corte desde Galicia, nombró al conde Aloito al frente del gobierno de esta, y a su hijo, Gumersindo, titular del obispado de Compostela en el 920.

## Galicia y su entorno en los siglosXyXI
Las políticas de Ramiro III de León favorables a los intereses de los condes castellanos y leoneses, provocaron el descontento de la nobleza gallega. El conde Rodrigo Velásquez, padre del por entonces obispo de Santiago, don Pelayo, apoyó la revuelta que llevó a la proclamación el 15 de octubre del 982 como Rey de Galicia de Bermudo II, nieto de Fruela II, enfrentándose posteriormente durante dos años a los fracasados esfuerzos militares de Ramiro por recuperar su dominio. Tras la muerte de Ramiro, Bermudo fue proclamado pacíficamente rey de León, legando nuevamente el gobierno de los Estados de Galicia a Rodrigo Velásquez. Sin embargo, el descontento de Rodrigo Velásquez por la deposición por orden real de su hijo al frente del obispado compostelano, le llevó a enemistarse con el monarca y promover una sublevación en el 986.
Bermudo nombró entonces conde de Galicia a Guillermo González, quien lucharía durante los años siguientes contra Rodrigo Velásquez. El antiguo conde gallego se alió con el califato de Córdoba, propiciando la campaña de Almanzor del 997 que llevó al asedio de la ciudad de León en cuya defensa resultaría muerto Guillermo González.
A la muerte del rey Fernando I de León en el año 1065, el testamento del monarca dividió sus dominios en tres reinos para sus tres hijos: Castilla, Galicia y León, correspondiendo Galicia a García. Sin embargo, en 1071 García fue derrocado y su reino repartido entre sus hermanos.
Hacia 1090 Alfonso VI, acordó recompensar a los diferentes líderes extranjeros que le habían apoyado en diversas campañas militares esposándoles con varias de sus hijas y cediéndoles el gobierno feudal de varios territorios y así Raimundo de Borgoña quedó casado con doña Urraca, hija legítima del rey, y encargado del gobierno de Galicia con el título de Condado de Galicia, siendo designado también en la línea sucesoria. Por su parte, Enrique de Borgoña quedó casado con Doña Teresa quien recibió en dote las tierras ganadas en Portugal con el título de Condado Portucalense, que declarado vasallo del rey de León, accedería a sus cortes. El hijo de estos, Alfonso Enríquez, lograría por las armas ser proclamado el primer rey de Portugal.

## El Reino de Galicia antes de la unión Castellano y Leonesa
Desde finales del siglo XI el Reino alcanzaría su máxima extensión, llegando hasta Viseo. Pero tras la repartición de Alfonso VI en el año 1090, las tierras al norte del río Miño quedarían en manos de Raimundo de Borgoña como conde de Galicia, y las tierras al sur del mismo en manos de Enrique de Borgoña, como conde de Portugal. Pero el destino de ambos sería muy diferente. Si bien Raimundo se casó con la que sería reina de León, Urraca I, Enrique se casó con una hija menor del rey Alfonso VI de León, Teresa de León, y por tanto, el descendiente de Enrique y Teresa, Alfonso Enríquez, sería coronado como primer monarca de Portugal.
Tras la celebración del matrimonio entre el borgoñón y la leonesa en 1091, su suegro le nombró gobernador de «Galicia al norte del Miño y el de Portugal, entre el Miño y Coímbra» y también le encomendó la tarea de dirigir la repoblación de las tierras entre el Duero y la Cordillera Central «con cabecera en Salamanca, Ávila y Segovia». Además, tras la muerte de la reina Constanza de Borgoña sin haber dado al rey Alfonso VI el deseado hijo varón, en 1093 el conde Raimundo se hizo cargo de la defensa de Santarém, Sintra y Lisboa y fue nombrado gobernador de la provincia Gallecie «que comprendía no solo las tierras del actual noroeste peninsular (...) sino también el denominado territorium Portucalense cuyos límites se extendían hasta el curso del Tajo, debido a la incorporación al reino leonés de las plazas de Santarém, Lisboa y Sintra, conquistadas a la Taifa de Badajoz en el año 1092». Ejerció como tenente el gobierno de varias plazas como Zamora, Coria y Grajal de Campos.
Se intitulaba de varias maneras según consta en los diplomas que suscribió, tales como: serenissimus totius Gallecie comes; Gallecorum omnium comes; comes in Galletie; totius Gallecie comes; totius Gallecie senior et dominus; totius Gallecie princeps; totius Gallecie imperator; y en un documento del monasterio de San Martín de Jubia, Regnante rex Adefonsus in Toleto (...) In urbe Gallecia regnante Comite Raimundus con coniuge sua filia Adefonsus rex.
En diciembre de 1094, el rey Alfonso ya había vuelto a casar, esta vez con Berta, «italiana de origen y por lo tanto, alejada del influjo borgoñón». Todo apunta a que Alfonso VI seguía soñando con el ansiado heredero y buscó en este matrimonio una mayor libertad de movimientos contrapesando la agobiante asfixia en que se había convertido la corriente borgoñona. Si bien la presencia de Enrique de Borgoña, el primo de Raimundo, en León se constata a partir de 1096 cuando aparece confirmando los fueros de Guimarães y de Constantim de Panóias, el que realmente poseía una verdadera situación de poder era Raimundo, que aspiraba a heredar el trono leonés. Pero vio su situación desplazada a partir de la muerte de Constanza de Borgoña, consorte de Alfonso, y entre 1096 y 1097 iniciaría una estrategia que no saldría como pensaba. 
Al ver reducida su influencia en la Corte leonesa, llegó a un acuerdo con su primo, que aún no había sido nombrado oficialmente conde de Portugal para repartirse el poder, el tesoro real y para apoyarse mutuamente. Mediante este pacto que contaba con el visto bueno del pariente de ambos, el abad Hugo de Cluny. El rey Alfonso VI parece que tuvo conocimiento de este acuerdo y para contrarrestar la iniciativa de sus dos yernos, nombró a Enrique gobernador de la región que se extendía desde el Miño hasta el Tajo, que hasta la fecha gobernaba el conde Raimundo, y este último vio reducido su poder al gobierno solamente de Galicia.
Al enviudar la reina Urraca de León —media hermana de Teresa de León— por cuestiones políticas y estratégicas contrajo matrimonio con Alfonso I de Aragón. Enrique de Borgoña, aprovechando los problemas, conflictos familiares y políticos surgidos en torno a su cuñada la reina Urraca, declaró la independencia del Condado de Portugal. Enrique murió en Astorga el 22 de mayo de 1112, y su cuerpo fue trasladado, según había ordenado, a la ciudad de Braga donde recibió sepultura en la capilla mayor de la catedral que había fundado, la actual catedral de Braga. Tras su muerte, Teresa gobernó el condado durante la minoría de edad del futuro Alfonso I de Portugal quien solo contaba con tres años de edad.
Raimundo falleció en Grajal, en presencia de su esposa, el obispo de Santiago y el rey en septiembre de 1107. Urraca sucedió a su difunto esposo en el señorío gallego. Para entonces era una mujer madura de veintisiete años con dos hijos (Sancha y Alfonso). Hasta entonces parece que había tenido una posición subalterna a la sombra de su marido Raimundo, pero tras el fallecimiento de este, pasó a desempeñar un papel principal en la política regional que ya nunca perdió en este condado del oeste del reino leonés. Sus tierras abarcaban Galicia, la comarca de Zamora y el suroeste de León, incluyendo Coria, Salamanca y Ávila.
El 30 de mayo de 1108 falleció su hermano Sancho en la batalla de Uclés, en la que obtuvieron la victoria los almorávides. La muerte del único descendiente varón de Alfonso VI convirtió a Urraca, que había enviudado en septiembre del año anterior, en la candidata mejor situada para suceder a su padre, quien se reunió en Toledo con los nobles del reino y les comunicó el hecho, poco habitual en la historia del reino, aunque no insólito, de su intención de heredar la Corona sobre su hija. Existían precedentes de mujeres que habían ostentado los derechos de sucesión, si bien escasos, pero lo novedoso era que la mujer no tuviese marido que los ejerciese, sino que fuese viuda, por ello recibió presiones para ello. Pero Alfonso impuso un nuevo matrimonio a su hija que no sería de su preferencia, generando un desencanto en la nobleza leonesa, que mantenía una gran rivalidad con la nobleza castellana.
Inmediatamente surgieron varios candidatos para desposar a la heredera al trono, entre los que destacaron el conde Gómez González —cabeza de los Lara, antiguo alférez del rey y preferido por parte de la nobleza y el clero— y el conde Pedro González de Lara. Alfonso VI, temiendo que las rivalidades que existían entre los nobles castellanos y leoneses se incrementaran por este motivo, decidió casar a Urraca con el rey aragonés Alfonso el Batallador. El matrimonio se celebró en septiembre o más probablemente octubre de 1109 en el castillo de Monzón de Campos, y la nobleza y el clero leonés, que habían asistido al entierro de Alfonso —fallecido el 1 de julio— decidieron cumplir los deseos de desposar a la nueva reina con el monarca aragonés, pese a la oposición de ella y al escaso entusiasmo por la boda.
El matrimonio entre Urraca y Alfonso se inició con la oposición de distintas facciones políticas contrarias a la unión por motivaciones muy distintas. Una primera facción estaba formada por el clero francés, que se había visto muy reforzado gracias al origen borgoñón del primer marido de Urraca y que temía perder sus privilegios e influencia. El alto clero leonés estuvo, en general, en contra del segundo matrimonio de Urraca desde el principio, porque mantenía un especial poder en la región y temía perder influencia en detrimento del clero aragonés. Este sector se encontró desde un primer momento dividido en dos tendencias: una encabezada por el obispo de Santiago de Compostela, Diego Gelmírez, que defendía la posición del infante Alfonso como sucesor de Urraca; y otra encabezada por Pedro Froilaz, conde de Traba y tutor del príncipe Alfonso, quien se inclinaba por la independencia de Galicia, cuyo trono ocuparía Alfonso. Un tercer grupo opositor al matrimonio real radicaba en la misma corte y estaba encabezado por el conde Gómez González y la motivación de su oposición venía dada por su temor a la pérdida de poder, sensación que se vio pronto confirmada cuando Alfonso I nombró a nobles aragoneses y navarros para importantes cargos públicos y como alcaides de los castillos y enclaves leoneses y castellanos.
Fue el conde de Traba quien desde Galicia inició el primer movimiento agresivo contra los monarcas cuando reclamó los derechos hereditarios del infante Alfonso. En respuesta a la rebelión gallega, Alfonso el Batallador se dirigió al frente de su ejército hacia Galicia a principios de mayo de 1110; restableció el orden en el condado rebelde, tras vencer a las tropas gallegas en el castillo de Monterroso. La campaña, sin embargo, no fue del todo satisfactoria y hubo de ser abandonada tras tres meses. La reina, que había acompañado a su esposo a la región, lo abandonó pronto y volvió a León disgustada por el ajusticiamiento de un rebelde que se había rendido. Astorga se negó a abrir las puertas a Alfonso al regreso de la campaña y al mismo tiempo el papa Pascual II había hecho saber su oposición a los esponsales entre Urraca y Alfonso. La reina, tras consultar con varios obispos, decidió separarse de Alfonso, que hubo de partir apresuradamente a Aragón para hacer frente a la amenaza de los almorávides, que se habían adueñado de Zaragoza durante el verano. Personalmente, los esposos parecen haberse llevado mal: Alfonso era misógino, violento, y Urraca llegó a acusarlo de haberla maltratado, y probablemente en julio la curia se reunió para tratar la condena papal del matrimonio de Urraca —rechazado por la consanguinidad de los esposos— y aprobó la separación de la pareja.
Desde el siglo XI, y especialmente a partir del XII, el Reino de Galicia sería dominado por los Obispos de Santiago y los Condes de Traba. Esto fue debido, en primer lugar, a su condición de tierra apostólica, pues según la tradición católica el apóstol Santiago el Mayor llegó hasta estas tierras y evangelizó a su población, atrayendo por ello numerosos peregrinos que a diario realizaban su ruta hasta llegar a su sepulcro. Pero además, durante el reinado de Urraca de León, los territorios cristianos del norte de la Península se vieron en constantes guerras dinásticas y fue el clero y la aristocracia local quien se apoderó del dominio de las tierras gallegas. En cualquier caso, de iure a partir del 1126 el título de Rey de Galicia quedaría bajo control patrimonial de los Monarcas Leoneses, pues el rey Alfonso VII de León consideró que era la mejor manera de acabar con los conflictos que mantenía la Corte leonesa con la nobleza gallega.
Pero a pesar de esto, el territorio continuó denominándose Reino de Galicia y a lo largo de este siglo XII gracias al papel dominante de su arzobispado conocería una época brillante en lo religioso, con peregrinaciones procedentes de toda Europa a los monasterios de Oseira, Sobrado de los Monjes, San Esteban de Ribas de Sil o San Clodio, en lo político, con la concesión de fueros a las ciudades por parte de los reyes de León) y en lo artístico, con un esplendor de su románico, que dejó elementos tan significativos como los que se pueden apreciar en la catedral de Santiago de Compostela, impulsada por el obispo Diego Peláez en el año 1075 y donde el propio Alfonso VII juró lealtad a Galicia como rey legítimo. Además, fue también en el 1181 cuando se produjo la concesión del año jubilar Jacobeo por Roma.

## Provincias

Estandarte de Galicia según la representación del en los funerales de Carlos I de España y V del Sacro Imperio. Jean e Lucas Doetecum, Pompas fúnebres do emperador Carlos V.

Hasta la reforma de 1833 el reino de Galicia estaba dividido en las siete provincias siguientes: 
- Provincia de Santiago;
- Provincia de La Coruña;
- Provincia de Betanzos;
- Provincia de Lugo;
- Provincia de Mondoñedo;
- Provincia de Orense;
- Provincia de Tuy.